# 坪洲海濱遊樂場
坪洲海濱遊樂場（英語：Peng Chau Waterfront Playground）是香港一個遊樂場，位於新界坪洲露坪街，由康樂及文化事務署管理。場內有多種康樂設施，包括籃球場、排球場、足健徑及兒童遊樂場等。遊樂場附近有多個綠化項目。由於坪洲只有0.99平方公里，故坪洲海濱遊樂場與所有於坪洲內的景點均非常接近。包括：坪洲碼頭、坪洲公眾碼頭、坪洲天后宮、手指山及大利島。

## 設施
坪洲海濱遊樂場包含多個設施，包括遊樂場、排球場、籃球場、滾軸溜冰場、足健徑、長者健體設施及棋檯。全部場地均設有泛光灯照明，排球場及籃球場更設有觸覺引路帶、觸覺點字及觸覺平面圖等無障礙設施。全部設施設於戶外，收費全免，開放時間一律為每日08:00-23:00。

## 活動
康樂及文化事務署會不定期於遊樂場舉行不同活動，例如太極訓練班及太極劍訓練班。
天后誕的時候，坪洲海濱遊樂場的籃球場會暫停開放，作天后誕的神功戲舞台。

## 交通
由於坪洲為一個島嶼，故只能使用渡輪及街渡服務來往坪洲海濱遊樂場。於坪洲碼頭，港九小輪提供來往中環及坪洲的渡輪服務，新渡輪則提供橫水渡連接梅窩、芝麻灣及長洲。另外，坪洲街渡有限公司提供來往愉景灣及坪洲公眾碼頭的持牌街渡服務。

## 外部連結
- 新渡輪橫水渡船期表（页面存档备份，存于）
- 康樂及文化事務署設施及場地列表（页面存档备份，存于）